# USS Defender (1989)
USS Defender (MCM-2) (Nederlands: verdediger) was een Amerikaanse marineschip van de Avengerklasse. Het schip is zo ingericht dat het als mijnenveger en mijnenjager kan worden gebruikt. De Defender, gebouwd door Marinette Marine, Marinette, is het eerste schip bij de Amerikaanse marine met deze naam.
In 2004 nam het schip deel aan de maritieme oefening RIMPAC 04 waaraan onder meer de marines van Australië, Chili, Japan, Verenigd Koninkrijk, Verenigde Staten en Zuid-Korea deelnamen.